# Віртуальний атлас
Віртуальний атлас — комп'ютерна програма, або онлайн-сервіс, які є альтернативним способом подання класичних атласів.
Віртуальний атлас у вигляді програми може включати в себе всю необхідну інформацію, або ж підвантажувати необхідні дані з інтернету (фотографії, супутникові та аерографічні знімки, довідкові дані та описи, географічні назви і т. д.).
Віртуальний атлас у вигляді онлайн-сервісу реалізує інтерфейс з користувачем через веббраузер.
| Земля | Це незавершена стаття з географії. Ви можете допомогти проєкту, виправивши або дописавши її. |